# Olga Gelabert Fàbrega
Olga Gelabert Fàbrega (Arinsal, La Massana, 8 de juny del 1975). És una política andorrana, nomenada pel cap del Govern d'Andorra, Antoni Martí Petit, ministra de Cultura, Joventut i Esports, entre els anys 2015 i 2019.
Va estudiar Gestió i Administració d'Empreses, a més d'un MBA realitzat a Londres. En l'àmbit polític, ha estat membre de Centre Demòcrata Andorrà (CDA) i simpatitzant del Grup Democràtic Parroquial (GDP) de La Massana. Ha estat Consellera General i Vicepresidenta de la Comissió Legislativa d'Economia. També ha estat membre de la Comissió Legislativa d'Educació, Cultura, Joventut i Esports i membre de la Comissió Permanent. A més, ha ocupat el càrrec de membre titular de la delegació andorrana a l'Assemblea Parlamentària de l'Organització per la Seguretat i Cooperació a Europa (OSCE). El 22 d'abril del 2015 jurà el càrrec com a nova ministra de Cultura, Joventut i Esports, en substitució d'Albert Esteve Garcia, antic ministre de Cultura. Gelabert deixà el ministeri el maig del 2019.
Viu en parella i té dos fills.